# Lepidophloeus minusculus
Lepidophloeus minusculus là một loài bọ cánh cứng trong họ Laemophloeidae. Loài này được Grouvelle miêu tả khoa học lần đầu tiên vào năm 1876.